# Cédric Tamani
Cédric Tamani (* 7. Oktober 1974) ist ein früherer Schweizer Skeletonpilot.
Tamani lebt in Düdingen. Er begann 1997 mit dem Skeletonsport und fuhr sein erstes internationales Rennen im November 1999 beim Skeleton-Weltcup in Calgary, wo er ebenso wie einen Monat später in Nagano 29. wurde. Zwei Jahre später verpasste er als Elfter in Lake Placid knapp seine erste Top-Ten-Platzierung, zeigte aber erstmals seine Möglichkeiten. Ein Jahr darauf erreichte er an selber Stelle als Achtplatzierter erstmals ein einstelliges Resultat. Kurz darauf verpasste er als Viertplatzierter bei der Skeleton-Europameisterschaft 2003 in St. Moritz nur um 0,11 Sekunden gegenüber Florian Grassl eine Medaille. Beim gleichzeitigen Weltcup fuhr er auf den achten Platz. Es sollten seine besten internationalen Ergebnisse bleiben. Die Skeleton-Weltmeisterschaft 2003 in Nagano brachte dem Schweizer eine Platzierung auf Rang 13, ein Jahr später in Königssee wurde er 18. 2005 nahm er nochmals an EM und WM teil und wurde in Altenberg EM-16. und in Calgary 20. Nach der Saison 2004/05 beendete er seine internationale Karriere, in der er bei 25 Weltcup-Rennen antrat.
National war Tamani einer der erfolgreichsten Athleten in der ersten Hälfte der 2000er Jahre, er stand allerdings zumeist im Schatten von Gregor Stähli und konkurrierte vor allem mit Felix Poletti und Pascal Oswald um die zweite Position im Schweizer Nationalkader. Bei den Schweizer Meisterschaften belegte er 2000 den siebten und 2002 den fünften Platz. 2003 gewann er hinter Stähli und Poletti mit Bronze seine erste Medaille. 2004 gewann er den Titel vor Poletti und Oswald, profitierte dabei allerdings von der Abwesenheit von Rekordmeister Stähli. Hinter diesem wurde er 2005 Vizemeister, 2006 schob sich Oswald noch zwischen sie. 2003 gewann Tamani den Engadin Grand Prix.